# Jacques Boonen
Pour les articles homonymes, voir Boonen.
Jacques Boonen, peintre néerlandais, 1577-1655 est un portraitiste estimé.

## Sources
Cet article comprend des extraits du Dictionnaire Bouillet. Il est possible de supprimer cette indication, si le texte reflète le savoir actuel sur ce thème, si les sources sont citées, s'il satisfait aux exigences linguistiques actuelles et s'il ne contient pas de propos qui vont à l'encontre des règles de neutralité de Wikipédia.